# Benelux Cup 1959-1961
La Benelux cup 1959-1961 (Benelux-beker in olandese), conosciuta anche come Coppa dell'Amicizia 1959-1961 (Benelux Friendship Cup in inglese, Vriendschapsbeker in olandese, Coupe de l'Amitié in francese e Freundschaftspokal in tedesco) è stata la terza ed ultima edizione della Benelux Cup ed è stata vinta dal Lanerossi Vicenza (al suo primo titolo) che ha battuto in finale il PSV.
Per la seconda volta hanno partecipato squadre fuori dal Benelux, una (il Bellinzona) dalla Svizzera che non faceva parte della CECA.

## Squadre partecipanti
| Nazione        | Squadre           | Nel 1958-59                   | Note                                              |
| -------------- | ----------------- | ----------------------------- | ------------------------------------------------- |
| Paesi Bassi    | Feyenoord         | 5º in Eredivisie              | Vincitrice della Benelux Cup nell'anno precedente |
| Paesi Bassi    | PSV               | 10º in Eredivisie             |                                                   |
| Belgio         | Olympic Charleroi | 11º in Division I             |                                                   |
| Belgio         | Daring Bruxelles  | 1º in Division II             |                                                   |
| Lussemburgo    | Jeunesse Esch     | 1º in Division d'Honneur      |                                                   |
| Lussemburgo    | Spora Luxembourg  | 2º in Division d'Honneur      |                                                   |
| Germania Ovest | Viktoria Colonia  | 14º in Oberliga West          |                                                   |
| Francia        | Sedan             | 10º in Division 1             |                                                   |
| Francia        | Stade Français    | 2º in Division Interrégionale |                                                   |
| Francia        | Metz              | 6º in Division Interrégionale |                                                   |
| Italia         | Lanerossi Vicenza | 7º in Serie A                 |                                                   |
| Svizzera       | Bellinzona        | 12º in Lega Nazionale A       |                                                   |

## Risultati

### Primo turno

#### Girone A
| Squadra           | Pti | G | V | N | P | GF | GS | DR  |
| ----------------- | --- | - | - | - | - | -- | -- | --- |
| Lanerossi Vicenza | 9   | 6 | 4 | 1 | 1 | 23 | 8  | +15 |
| Olympic Charleroi | 7   | 6 | 3 | 1 | 2 | 16 | 11 | +5  |
| Spora Luxembourg  | 4   | 6 | 2 | 0 | 4 | 12 | 16 | -4  |
| Bellinzona        | 4   | 6 | 2 | 0 | 4 | 6  | 22 | -16 |

|            | Bel | Cha | Spo | Vic |
| ---------- | --- | --- | --- | --- |
| Bellinzona | –   | 2-0 | 3-1 | 0-5 |
| Charleroi  | ?-? | –   | ?-? | 0-4 |
| Spora      | ?-? | ?-? | –   | 3-2 |
| Vicenza    | 6-1 | 3-3 | 3-1 | –   |

#### Girone B
| Squadra          | Pti | G | V | N | P | GF | GS | DR  |
| ---------------- | --- | - | - | - | - | -- | -- | --- |
| Feyenoord        | 8   | 6 | 4 | 0 | 2 | 13 | 5  | +8  |
| Stade Français   | 8   | 6 | 3 | 2 | 1 | 12 | 8  | +4  |
| Daring Bruxelles | 7   | 6 | 3 | 1 | 2 | 16 | 8  | +8  |
| Viktoria Colonia | 1   | 6 | 0 | 1 | 5 | 5  | 25 | -20 |

|                | Dar | Fey | S.F | Vik |
| -------------- | --- | --- | --- | --- |
| Daring         | –   | 1-0 | ?-? | ?-? |
| Feyenoord      | 2-1 | –   | 1-0 | 7-0 |
| Stade Français | ?-? | 1-0 | –   | ?-? |
| Viktoria       | ?-? | 2-3 | ?-? | –   |

#### Girone C
La partita Sedan-PSV non è stata disputata. La partita PSV-Sedan è stata divisa nei due tempi: il primo si è concluso 0-3 per i francesi e sono stati assegnati loro i due punti, il secondo tempo si è concluso 1-0 per gli olandesi cui sono stati assegnati i due punti.
| Squadra       | Pti | G | V | N | P | GF | GS | DR  |
| ------------- | --- | - | - | - | - | -- | -- | --- |
| PSV           | 10  | 6 | 5 | 0 | 1 | 21 | 8  | +13 |
| Sedan         | 9   | 6 | 4 | 1 | 1 | 16 | 8  | +8  |
| Jeunesse Esch | 3   | 6 | 1 | 1 | 4 | 15 | 27 | -12 |
| Metz          | 2   | 6 | 0 | 2 | 4 | 12 | 21 | -9  |

|          | Jeu | Met | PSV | Sed     |
| -------- | --- | --- | --- | ------- |
| Jeunesse | –   | ?-? | 1-4 | ?-?     |
| Metz     | ?-? | –   | 2-6 | ?-?     |
| PSV      | 6-1 | 4-1 | –   | 0-3 1-0 |
| Sedan    | ?-? | ?-? | nd  | –       |

### Semifinali
| Eindhoven 23 novembre 1960 Semifinale                                                          | PSV       | 3 – 0 referto | Stade Français | Philips Stadion (8 000 spett.) |
| \| \| \| \| \| Willy Heesakkers 25’ Piet Kruiver 49’ Jan van den Heuvel 59’ \| Marcatori \| \| |           |               |                |                                |
|                                                                                                |           |               |                |                                |
| Willy Heesakkers 25’ Piet Kruiver 49’ Jan van den Heuvel 59’                                   | Marcatori |               |                |                                |

| Rotterdam 7 dicembre 1960 Semifinale                                                        | Feijenoord | 1 – 3 referto                           | Lanerossi Vicenza | de Kuip (18 000 spett.) |
| \| \| \| \| \| Henk Schouten 18’ \| Marcatori \| 13’ Luigi Menti 85’ 90’ Bruno Siciliano \| |            |                                         |                   |                         |
|                                                                                             |            |                                         |                   |                         |
| Henk Schouten 18’                                                                           | Marcatori  | 13’ Luigi Menti 85’ 90’ Bruno Siciliano |                   |                         |

### Finale
| Arbitro: | Hubert |

|                                                                                              |            | |
| Renzo Cappellaro 37’ 69’                                                                     | Marcatori  | 18’ Piet van der Kuil                                                                                         |
| Bazzoni Garzena Capucci De Marchi Zoppelletto Fusato Pinti Menti Cappellaro Brognoli Savoini | Formazioni | Bekkering Heerschop Randers Wissen Wiersma Brusselers Heesakkers Van der Kuil Kruiver Svensson Van der Heuvel |